# Dianké Waly Sané
Mansa Dianké Waly Sané, de son vrai nom Dianké Waly Sané né à Pathiana Kabendu, mort à la bataille de Kansala, le 13 mai 1867, est un guerrier et le dernier souverain de Gaabu de 1845 à 1867,.

## Biographie
Originaire de la famille Sané d'une société matrilinéaire : pour être nianthio (noble) on devait avoir une mère nianthio pour espérer être souverain. Il s'installa à la capitale Kansala. Son règne est un temps fort de l’histoire du Kaabu, sa résistance à la pénétration des musulmans peuls et la guerre entre Kaabunké et Peuls durant près de 30 ans s'est soldée à la bataille de Kansala en 1867,,.

## Champs et tradition orales
- Histoire de Dianké Wally et des Nyanchos[4].
- Mama dianke waly sane (thiedo)[5]